# Пам'ятай мене
«Пам'ятай мене» (англ. Remember Me) — американський мелодраматичний фільм 2010 року режисера Аллена Култера та сценаріста Вілла Феттерса. Головні ролі зіграли Роберт Паттінсон, Емілі де Рейвін, Кріс Купер, Лена Олін та Пірс Броснан.

## Сюжет
Прелюдія фільму розпочинається в 1991 році. На станції підземки в Нью-Йорку молода жінка зі своєю 11-річною донькою Аліссою «Еллі» Крейг очікують потяг. Сцена щастя раптово обертається сценою насилля, коли два молодики відбирають сумочку та вбивають матір на очах у дитини.
Через десять років Еллі є студенткою Нью-Йоркського університету і живе зі своїм батьком Нілом, детективом департаменту поліції Нью-Йорка. Тайлер Хокінс відвідує аудиторські заняття в Нью-Йорку та працює в університетській книгарні. Він має напружені стосунки зі своїм батьком-бізнесменом Чарльзом, тому що його старший брат Майкл помер від самогубства кілька років тому. Чарльз ігнорує свою молодшу дитину Керолайн, яку Тайлер намагається соціалізувати.
Одного разу вночі разом зі своїм сусідом по кімнаті Ейданом Тайлер вплутується в чужу бійку і тому заарештований Нілом. Ейдан закликає Чарльза врятувати Тайлера, але останній свариться після цього з батьком. Ейдан бачить, як Ніл забирає Еллі, розуміючи, що вона його дочка. Він підходить до Тайлера з ідеєю помститися детективу, умовляючи друга переспати з красивою дівчиною і потім кинули Еллі. Тайлер та Еллі йдуть обідати, цілуються наприкінці ночі і продовжують бачити один одного. Перебуваючи в квартирі Тайлера, Ейдан переконує пару піти на вечірку, після якої Еллі сильно п’яніє і втрачає свідомість. Наступного дня дівчина сперечається з батьком, і Ніл дає їй ляпаса. Еллі тікає назад до квартири Тайлера.
Керолайн, художниця-початківець, повинна взяти участь у художньому шоу, тому Тайлер просить батька відвідати його. Коли він не з'являється, Тайлер конфліктує з ним у залі, наповненій людьми, що спричиняє розчарування батька. Партнер Ніла впізнає Тайлера з Еллі в поїзді, тому Ніл пізніше вривається в квартиру Тайлера і розпочинає бійку. Пізніше хлопець зізнається дівчині, в чому полягав його план, але він також каже, що кохає її. Еллі шокована і повертається додому. Ейдан відвідує Еллі в будинку її батька, щоб пояснити, що винен саме він, а Тайлер просто щиро закоханий у неї.
Тайлер проводить ніч з Еллі, і вони розуміють, що кохають один одного. Чарльз бере Керолайн до школи. Він повідомляє синові, що запізниться на зустріч саме тому. Тайлер щасливий, що його батько тепер більше проводить час з молодшою донькою. Він каже Чарльзу, що буде чекати на нього в кабінеті. Він дивиться на комп’ютер Чарльза, який демонструє слайд-шоу із фотографій з Тайлером, Майклом та Керолайн, коли вони були молодшими.
Після того, як Чарльз доставив Керолайн у школу, вона сидить у своєму класі, де вчитель записує дату на дошці — 11 вересня 2001 року. Тайлер дивиться у вікно кабінету свого батька, яке, як розуміє глядач, розташоване на 101 поверсі Північної вежі Всесвітнього торгового центру. Коли розпочинаються теракти, решта родини, Ейдан та Еллі спостерігають за вежею, перш ніж камери над завалами показують щоденник Тайлера. Озвучуючи щоденник, Тайлер визнає, що любить свого брата і прощає його за те, що він убив себе. Тайлер похований поруч із Майклом. Батько, мати, сестра і вітчим приходять на могилу Тайлера, де написано: «Коханий, син, брат».
Через деякий час Керолайн і Чарльз мають здорові стосунки батько-донька. Ейдан, який з тих пір отримав татуювання імені Тайлера на руці, наполегливо працює у школі, а Еллі потрапляє в метро на тому ж місці, де загинула її матір. Дівчина сідає в поїзд і дивиться в далечінь

## Ролі
| Актор            | Роль                                                  |
| ---------------- | ----------------------------------------------------- |
| Роберт Паттінсон | Тайлер Кітс Хокінс                                    |
| Емілі де Рейвін  | Алісса Еллі Крейг                                     |
| Кріс Купер       | Ніл Крейг, батько Еллі                                |
| Лена Олін        | Діана Гірш, мати Тайлер і Керолайн                    |
| Пірс Броснан     | Чарльз Хокінс, батько Тайлер і Керолайн               |
| Марта Плімптон   | Гелен Крейг, мати Еллі                                |
| Рубі Джерінс     | Керолайн Хокінс, молодша сестра Тайлера               |
| Грегорі Джабара  | Лес Гірш, новий партнер Діани                         |
| Тейт Еллінгтон   | Ейдан Холл, сусід по кімнаті Тайлера і найкращий друг |
| Кейт Бертон      | Джанін, секретар і помічник Чарльза                   |
| Пейтон Ліст      | Саманта                                               |
| Кріс Маккінні    | Лео                                                   |
| Меган Маркл      | Меган                                                 |

## Українське багатоголосе закадрове озвучення
Українською мовою озвучено студією Tretyakoff Production у 2010 році. Ролі озвучували: Олег Лепенець, Дмитро Завадський, Михайло Тишин, Людмила Ардельян, Катерина Брайковська та Юлія Перенчук.
Українською мовою озвучено студією Так Треба Продакшн на замовлення телеканалу К1 у 2012 році. Ролі озвучували: Анатолій Пашнін, Володимир Терещук, Олена Бліннікова і Світлана Шекера.

## Виробництво
Слоган фільму: «Живи в моментах».

### Сценарій
Спочатку сценарій фільму називався «Спогади» ((англ. Memoirs)), а події у фільмі відбуваються у 1991 та 2001 роках. Також сім'я Гокінс спочатку називалася в оригіналі сім’єю Рос.
Сценарій для цього фільму знаходився у Чорному списку 2008, як один із «найулюбленіших», проте нереалізованих сценаріїв року.
Фран Кранц прослуховувався на роль Ейдана.

### Зйомки
Під час перерви, роблячи вуличну сцену, Роберт Паттінсон отримав травму, коли тікав від фаната та папарацці. Він не подивився, куди тікає, і забіг у припарковане таксі. Актор не отримав великі чи небезпечні для життя травми, тому що охоронці все ж таки прийшли на допомогу.

### Алюзії
У розмові між двома копами присутня алюзія. Один із поліцейських згадує про час польоту героїні Емілі де Рейвін, Клер Літтлтон, 8:15, як і в т/с «Загублені» (2004).
Тайлер (грає Роберт Паттінсон) замовляє Тікку Масалу в ресторані. Це натяк на те, що він є британським актором, і що Тікка Масала винайдена для британського ринку і практично не містить спецій.
Як мінімум, кілька моментів у фільмі натякають на смерть головного героя. Сидячи на табуреті в будинку своєї матері, Тайлер присягається Еллі, що сигарета, яку він курить, є для нього останньою в житті. Його слова віщують йому передчасну смерть, що і відбувається в кінці фільму.
Верхня частина правої руки Ейдана (грає Тейт Еллінгтон) має татуювання, на якій написано «Тайлер», на згадку про свого друга. Тайлер також мав татуювання на лівій частині грудної клітини, на честь померлого брата Майкла (грає Крістофер Кловсон).
У метро в кінці фільму на ньому намальовано пару американських прапорів. Після 11 вересня продажі американських прапорів досягли апогея, оскільки серед американців запанували почуття патріотизму через терористичні напади.

### Неточності
Події фільму відбуваються влітку 2001 року, але в одній сцені можна помітити вантажний фургон Ford, який не був випущений до 2009 року, а в іншій сцені — абсолютно новий Mercedes S-класу.

## Реліз
Прем'єра фільму відбулася 1 березня 2010 року в Паризькому театрі в Нью-Йорку, а широкий реліз отримав 12 березня 2010 року. У Великій Британії він отримав рейтинг 12A та PG-13.
Компанія Summit Entertainment оголосила випуск DVD та Blu-ray 22 червня 2010 року.

## Сприйняття

### Критика
Професійні англомовні критики на Rotten Tomatoes негативно оцінили мелодраму. Агрегатор рецензій дає фільму рейтинг 27% свіжості на основі 108 відгуків. Попри це підтримка аудиторії сайту становила 69%. Критик Том Сеймур обурено заявив: «Култер, є понад 3000 правдивих історій, які ти міг би розповісти, і цей фільм може образити кожного». Багато критиків критикували фінал фільму. Критик Дерек Малкольм назвав фільм «гідно знятим і зрежисованим, але йому не вистачає справжнього полум'я». Сара Слуік підсумувала, що фільм є «продуманий і на крок вище типової романтичної драми». Топ-критик Пітер Райнер зазначив, що фільм є «перезаписаний і перепечений», і похвалив гру Паттінсона та Пірса Броснана.
Кірк Гонекотт із Hollywood Reporter дав фільму позитивний відгук, заявивши, що «сцени між Паттінсоном та де Рейвін випромінюють справжній шарм».
Глядачі позитивно оцінили фільм. Оцінка на IMDb складає 7,1/10.